# زنان در فیلم
زنان در همه نقش‌ها از جمله کارگردان فیلم، بازیگران زن، فیلم‌بردار، تهیه‌کننده فیلم، منتقدان فیلم و سایر مشاغل صنعت فیلم درگیر صنعت فیلم هستند، هرچند زنان در موقعیت‌های خلاقانه کمتر از ظاهر شده‌اند.
بیشتر مطالعات دانشگاهی انگلیسی زبان و پوشش رسانه ای این موضوع را در صنعت فیلم ایالات متحده (هالیوود) متمرکز می‌کنند، اگرچه نابرابری‌ها در کشورهای دیگر نیز وجود دارد. این بازنمایی کم «سقف سلولویید» نامیده شده‌است، که یکی از اصطلاحات تبعیض استخدام «سقف شیشه‌ای» است.
زنان همیشه در بازیگری فیلم حضور داشته‌اند، اما به‌طور مداوم کمتر مورد توجه قرار گرفته‌اند و به‌طور متوسط حقوق کمتری دارند. از طرف دیگر، بسیاری از نقش‌های اصلی در فیلم‌سازی برای چندین دهه تقریباً به‌طور کامل توسط مردان، مانند کارگردانان و فیلمبرداران انجام شده‌است. در دوره‌های اخیرتر، زنان در بسیاری از این زمینه‌ها ورود کرده و مشارکت داشته‌اند.

## پرداخت و نمایندگی
گزارش سقف سلولویید در سال ۲۰۱۳ که توسط مرکز مطالعه زنان در تلویزیون و فیلم در دانشگاه ایالتی سن‌دیگو انجام شد، آماری از ۲٬۸۱۳ نفر را که در ۲۵۰ فیلم برتر فروش داخلی ۲۰۱۲ استخدام شده‌اند، جمع‌آوری کرد. بر اساس این گزارش، مشارکت زنان به این صورت بود:
- ۱۸٪ از کل کارگردانان، تهیه‌کنندگان اجرایی، تهیه‌کنندگان، نویسندگان، فیلمبرداران و تدوینگران. این هیچ تغییری نسبت به سال ۲۰۱۱ نشان نداد و فقط یک درصد افزایش نسبت به سال ۱۹۹۸ داشت.
- ۹٪ از کل مدیران.
- ۱۵٪ نویسندگان.
- ۲۵٪ از کل تولیدکنندگان.
- ۲۰٪ از کل ویراستاران.
- ۲٪ از کل فیلمبرداران.
- ۳۸٪ فیلمها ۰ یا ۱ زن را در نقش‌های در نظر گرفته شده، ۲۳٪ ۲ زن، ۲۸٪ ۳ تا ۵ زن و ۱۰٪ ۶ تا ۹ زن را استخدام کردند.

مقاله ای در نیویورک تایمز بیان داشت که فقط ۱۵٪ از فیلم‌های برتر سال ۲۰۱۳ زنان برای بازی در نقش اصلی بودند. نویسنده این مطالعه خاطرنشان کرد که "از سال ۱۹۴۰ که نقش آنها در حدود ۲۵ تا ۲۸ درصد بود، نقش زنان سخنران خیلی زیاد نشده‌است." "از سال ۱۹۹۸، نمایش زنان در نقش‌های پشت صحنه غیر از کارگردانی فقط ۱ درصد افزایش یافته‌است." زنان "... همان درصد از ۲۵۰ فیلم پردرآمد در سال ۲۰۱۲ (۹ درصد) را در سال ۱۹۹۸ کارگردانی کردند."
در سال ۲۰۱۵، فوربس گزارش داد که "... فقط ۲۱ فیلم از ۱۰۰ فیلم پردرآمد سال ۲۰۱۴ نقش اصلی یا مشترک را بازی می‌کند، در حالی که فقط ۲۸٫۱٪ از شخصیت‌های ۱۰۰ فیلم پردرآمد زن هستند … این بدان معنی است که برای زنان بسیار نادرتر است که به نوعی نقش پرفروش سینمایی را بدست آورند که تعهد معامله گسترده باطن را بر عهده بسیاری از همتایان مرد بگذارد (به عنوان مثال تام کروز در مأموریت: غیرممکن (مجموعه‌فیلم) یا رابرت داونی جونیور در مرد آهنی) ". در ایالات متحده، "یک شکاف] گسترده در صنعت در همه مقیاس‌ها وجود دارد. به طور متوسط، زنان سفیدپوست به ازای هر دلار یک مرد سفیدپوست ۷۸ سنت دریافت می‌کنند، در حالی که زنان اسپانیایی‌تبار ۵۶ سنت از دلار سفیدپوست، سیاه زنان ۶۴ سنت و زنان بومی آمریکا فقط ۵۹ سنت به این میزان رسیده‌اند. " تحلیل فوربس از حقوق بازیگری ایالات متحده در سال ۲۰۱۳ نشان داد که" … مردان در لیست بازیگران پردرآمد Forbes برای آن سال ۲ برابر پول زیادی به عنوان پردرآمدترین بازیگران زن. این بدان معنی است که پردرآمدترین بازیگران زن هالیوود فقط ۴۰ سنت در ازای هر دلاری که مردان با بیشترین سود دریافت می‌کنند درآمد کسب کرده‌اند. " مطالعات نشان داده‌است که" … تبعیض سن و جنسیت [با هم] می‌تواند شکاف دستمزد قابل توجه تری نیز ایجاد کند. " بازیگران زن جوان تمایل دارند بیشتر از بازیگران جوان مرد بازی کنند. با این حال، "بازیگران مسن تر [مرد] در سن خود بیش از زن معادل خود درآمد دارند"، "ستاره‌های زن فیلم به طور متوسط در ۳۴ سالگی بیشترین درآمد را در هر فیلم دارند، در حالی که ستاره‌های مرد در ۵۱ سالگی بیشترین درآمد را دارند."
به گفته جنیفر لارنس بازیگر زن، «... زنانی که برای دریافت دستمزد بالاتر مذاکره می‌کنند نگران این هستند که» سخت «یا» خراب «به نظر برسند.»